# Звагулис, Арвидс
Арвидс Звагулис (латыш. Arvīds Zvagulis, в советское время Арвидс Фрицевич Звагулис; 11 февраля 1920, Новгород — 6 декабря 2016, Рига) — латвийский скрипач и дирижёр. Заслуженный артист Латвийской ССР (1956).
Родился в семье Фрициса Звагулиса (1890—1975), служившего военным врачом в полку латышских стрелков. Вырос в Салдусе, где отец получил работу фельдшера. Окончил Латвийскую консерваторию, ученик Арвидса Норитиса. В годы Второй мировой войны играл в оркестре немецкого офицерского клуба вместе с Таливалдисом Кениньшем, а также в оркестре Латвийского радиокомитета.
По приглашению своего соученика по консерватории Арвида Янсонса в 1945 году поступил в оркестр Латвийской оперы, в 1952—1975 гг. был его концертмейстером. C 1949 г. выступал также как примариус струнного квартета, составленного из музыкантов оркестра (Леополдс Сиксна — вторая скрипка, Харийс Зибертс — альт, Янис Тисс — виолончель). Постепенно начал работать также как дирижёр, преимущественно с балетным репертуаром. Провёл, в частности, премьеру балета Олега Барскова «Золото инков» (1969).
Член Союза театральных деятелей Латвии (с 1951 г.).
Брат — Зигфридс Звагулис (1927—2019), музыкальный педагог в Талсах, затем директор музыкальной школы в Тукумсе. Сестра — артистка оперетты Алида Звагуле.